# (7372) Emimar
(7372) Emimar est un astéroïde de la ceinture principale.

## Description
(7372) Emimar est un astéroïde de la ceinture principale. Il fut découvert le 19 avril 1979 à Cerro Tololo par Juan Carlos Muzzio. Il présente une orbite caractérisée par un demi-grand axe de 2,84 UA, une excentricité de 0,04 et une inclinaison de 2,8° par rapport à l'écliptique.

## Compléments